# Veuves
Veuves település Franciaországban, Loir-et-Cher megyében. Lakosainak száma 207 fő (2018. január 1.). Veuves Cangey, Mosnes, Chaumont-sur-Loire, Monteaux, Onzain és Rilly-sur-Loire községekkel határos.

## Népesség
A település népessége az elmúlt években az alábbi módon változott:
| Lakosok száma | 202  | 221  | 192  | 215  | 216  | 212  | 212  | 215  | 207  | 207  |
|               | 1968 | 1975 | 1982 | 1990 | 1999 | 2011 | 2013 | 2015 | 2017 | 2018 |